# Damien Garvey
Damien Garvey es un actor australiano, más conocido por haber interpretado a Owen en East of Everything y a Graham Fowler en Underbelly: The Golden Mile.

## Carrera
En el 2001 dio vida a Baracas en dos episodios de la serie policíaca Water Rats.
En el 2001 apareció por primera vez en la serie médica All Saints donde interpretó a Robert Faulkner durante el episodio "Maiden's Revenge": apareció nuevamente en el 2004, ahora interpretando al detective Tom Hope; y su última aparición en la serie fue en el 2008, cuando interpretó a Duncan Campbell en el episodio "Out on a Limb".
En el 2006 apareció como invitado en la popular serie australiana Home and Away donde interpretó a Ray Moran, el dueño del garaje donde Ric Dalby hacía su aprendizaje.
En el 2010 se unió al elenco de la serie Underbelly: The Golden Mile donde interpretó a Graham "Chook" Fowler, un detective corrupto de King Cross hasta el final de la serie ese mismo año.
En el 2011 apareció en la serie Sea Patrol donde interpretó al sargento Wild durante el episodio "Black Flights", anteriormente había aparecido por primera vez en la serie en el 2007 donde dio vida a Carl Davies en varios episodios. Ese mismo año se unió al elenco recurrente de la serie de ciencia ficción Terra Nova donde interpretó a Tom Boylan, el dueño de un bar que tiene contacto con los "Sixers".
En el 2012 se unió al elenco de la segunda temporada de la serie Rake donde interpreta a Cal McGregor, el nuevo procurador general y sucesor de Joe Sandilands (Geoff Morrell) quien se suicidó en la primera temporada, Cal es corrupto y odia al abogado Cleaver Greene (Richard Roxburgh), hasta ahora.
En marzo del 2014 se unió al elenco de la serie Secrets & Lies donde interpretó a Stuart Haire.

## Filmografía

### Series de televisión
| Año             | Título                         | Personaje                  | Notas                                |
| --------------- | ------------------------------ | -------------------------- | ------------------------------------ |
| 2018 - presente | Harrow                         | Bryan Nichols              | 10 episodios                         |
| 2012 - presente | Rake                           | Cal McGregor               | 24 episodios                         |
| 2016 - 2018     | Jack Irish                     | Stan                       | 11 episodios                         |
| 2018            | Safe Harbour                   | Oficial de la AFP Wade     | 2 episodios - miniserie              |
| 2017            | True Story with Hamish & Andy  | Phil                       | ep. "Phil"                           |
| 2017            | The Leftovers                  | Jefe Kevin Yarborough      | 3 episodios                          |
| 2017            | Hoges                          | Jack Hogan                 | ep. #1.1 - miniserie                 |
| 2016            | The Kettering Incident         | Max Holloway               | 8 episodios                          |
| 2015            | Ash vs Evil Dead               | Mr. Roper                  | 2 episodios                          |
| 2015            | Mako Mermaids                  | Entrenador Norris          | episodio "Careful What You Wish For" |
| 2015            | Texas Rising: The Lost Soldier | Hombre en el bar           | 2 episodios - miniserie              |
| 2014            | Secrets & Lies                 | Stuart Haire               | 3 episodios - miniserie              |
| 2013            | Miss Fisher's Murder Mysteries | Neville Gibbs              | episodio "Marked For Murder"         |
| 2013            | Reef Doctors                   | Laurie Saunder             | 3 episodios                          |
| 2011            | Terra Nova                     | Tom Boylan                 | 8 episodios                          |
| 2010            | Underbelly: The Golden Mile    | Det. Graham "Chook" Fowler | 12 episodios                         |
| 2010            | H2O: Just Add Water            | Steve                      | episodio "Crime and Punishment"      |
| 2008 - 2009     | East of Everything             | Owen                       | 11 episodios                         |
| 2009            | Heartbeat                      | Jack Meredith              | 2 episodios                          |
| 2007            | Sea Patrol                     | Carl Davies                | 4 episodios                          |
| 2007            | Spy Shop                       | Tom                        | 10 episodios                         |
| 2007            | Mcleod's Daughters             | Dr. Jim Cunningham         | 9 episodios                          |
| 2007            | The Starter Wife               | Empleado del puerto        | episodio "Hour 3"                    |
| 2007            | Mortified                      | Black Zac                  | episodio "D.J. Taylor"               |
| 2006            | Home and Away                  | Ray Moran                  | episodio # 1.4189                    |
| 2004            | All Saints                     | Detective Tom Hope         | 2 episodios                          |
| 2003            | Fat Cow Motel                  | Wally Richards             | episodio # 1.11                      |
| 2002            | Young Lions                    | William Solomons           | episodio "Nursing Home"              |
| 2001            | BeastMaster                    | Nigit                      | episodio "Tiger, Tiger..."           |
| 2001            | Cybergirl                      | Paramédico                 | episodio # 1.12                      |
| 2000            | Water Rats                     | Baracas                    | 2 episodios                          |
| 2000            | The Lost World                 | Ugo                        | episodio "Camelot"                   |
| 1998            | Medivac                        | Slugger                    | episodio "Protection"                |

### Películas
| Año  | Título                 | Personaje         | Notas |
| ---- | ---------------------- | ----------------- | --- |
| 2015 | Manny Lewis            | Jimmy             | junto a Carl Barron, Leeanna Walsman, Roy Billing, Cheree Cassidy, Vincent Andriano y Peter Bertoni              |
| 2014 | Jack Irish: Dead Point | Stan              | junto a Guy Pearce, Marta Dusseldorp, Aaron Pedersen, Roy Billing, Vince Colosimo y Shane Jacobson               |
| 2014 | Gifted                 | Mayor Rushwa      | junto a Conrad Coleby, Gigi Edgley, Joss McWilliam, Nicholas Hamilton & David Breen                              |
| 2014 | Silent Night           | -                 | junto a Antonio Sabato Jr., Carla Bonner, Clayton Watson & Steve Bastoni                                         |
| 2014 | Drive Hard             | Snr. Sgt. Smith   | junto a John Cusack, Thomas Jane, Zoe Ventoura, Christopher Morris, Jesse Spence & Andrew Buchanan               |
| 2013 | Devasting              | Mr. Perfect       | corto - junto a Todd Levi, Steven Tandy, Andrew Buchanan & Troy MacKinder                                        |
| 2012 | Bait                   | Colins            | junto a Xavier Samuel, Richard Brancatisano, Julian McMahon, Dan Wyllie, Sharni Vinson & Phoebe Tonkin           |
| 2012 | Jack Irish: Black Tide | Stan              | junto a Guy Pearce, Marta Dusseldorp, Roy Billing, Shane Jacobson, Don Hany, Diana Glenn & Lachy Hulme           |
| 2012 | Jack Irish: Bad Debts  | Stan              | junto a Guy Pearce, Marta Dusseldorp, Roy Billing, Shane Jacobson, Colin Friels, Steve Bisley & Emma Booth       |
| 2012 | Mabo                   | Conroy            | junto a Jimi Bani, Deborah Mailman, Ewen Leslie, Rob Carlton, Colin Friels, Miranda Otto & Felix Williamson      |
| 2011 | A Heartbeat Away       | Gerente del Hotel | junto a Sebastian Gregory, Isabel Lucas, William Zappa, Tammy MacIntosh, Colin Friels & Roy Billing              |
| 2011 | Purged                 | Death             | junto a Dave Zwolenski, Paul Denny, Caroline Kennison & Christopher Morris                                       |
| 2010 | Lou                    | Rhia              | junto a Emily Barclay, Charlie-Rose MacLennan, Eloise MacLennan, Logan Reilly & Jay Ryan                         |
| 2010 | Beauty and the Beast   | Doctor Thorne     | junto a Estella Warren, Rhett Giles, Victor Parascos & Vanessa Gray                                              |
| 2009 | Daybreakers            | Senador Wastlake  | junto a Ethan Hawke, Willem Dafoe, Sam Neill, Claudia Karvan, Michael Dorman, Isabel Lucas & Vince Colosimo      |
| 2009 | Storage                | Leonard           | junto a Matthew Scully, Robert Price, Saskia Burmeister & Robert Mammone                                         |
| 2009 | Accidents Happen       | Oficial Passman   | junto a Geena Davis, Harry Cook, Joel Tobeck, Sebastian Gregory, Erik Thomson & Viva Bianca                      |
| 2009 | In Her Skin            | Policía           | junto a Guy Pearce, Miranda Otto, Sam Neill, Khan Chittenden, Justine Clarke, Jack Finsterer y Rebecca Gibney    |
| 2006 | The Marine             | Oficial del Río   | junto a John Cena, Jerome Ehlers, Manu Bennett, Firass Dirani & Robert Coleby                                    |
| 2006 | Answered by Fire       | Ron Nestovic      | junto a David Wenham, Linda Cropper, Toni Scanlan & Tara Morice                                                  |
| 2004 | Through My Eyes        | -                 | junto a Miranda Otto, Craig McLachlan, Peter O'Brien, Steven Vidler, Grant Bowler, Jerome Ehlers & Nadine Garner |
| 2004 | Big Reef               | Daisy             | junto a Steve Bisley, Jack Finsterer & Madeleine West                                                            |
| 2004 | Astray                 | -                 | corto - junto a Eve White                                                                                        |
| 2004 | The Alice              | Joe               | junto a Erik Thomson, Dan Wyllie, Andrew McFarlane, Brett Stiller & Jessica Napier                               |
| 2004 | Numbo                  | Tank Duncan       | corto - junto a Dirk Hunter                                                                                      |
| 2004 | Under the Radar        | Gene              | junto a Nathan Phillips, Clayton Watson, Robert Menzies, Syd Brisbane & Gyton Grantley                           |
| 2002 | Blurred                | manPig            | junto a Matthew Newton, Craig Horner, Kristian Schmid, Mark Priestley & Travis Cotton                            |
| 2002 | Seconds to Spare       | Roland            | junto a Antonio Sabato Jr., Kimberley Davies, Jerome Ehlers, Brad McMurray, Sam Atwell & Christopher Morris      |
| 2002 | Back                   | Kevin             | corto - junto a Sheila Boyd, Michael Coughlan, Jack Heywood & Christopher Morris                                 |
| 2001 | Spudmonkey             | Stan              | junto a Michael Dorman & Alastair Tomkins                                                                        |
| 2001 | Break the Silence      | -                 | junto a Gabriel Dargan, Jerome Dargan & Ira Randall                                                              |
| 2001 | Finding Hope           | Vic               | junto a Rebecca Gibney, Steven Vidler, Jane Hall, Brooke Harman & Grant Bowler                                   |
| 2000 | Green Sails            | Capitán           | junto a Marcus Graham, Jay Laga'aia, Robert Mammone, Sullivan Stapleton & Lani John Tupu                         |
| 1998 | Mate                   | Rod               | corto - junto a Andrew McDonnell & Geoff O'Halloran                                                              |

### Videojuegos
| Año  | Título                               | Notas                           |
| ---- | ------------------------------------ | ------------------------------- |
| 2005 | Rome: Total War - Barbarian Invasion | prestó su voz para el personaje |
| 2004 | Rome: Total War                      | prestó su voz para el personaje |

### Compositor
| Año  | Título | Notas      |
| ---- | ------ | ---------- |
| 1999 | Waste  | compositor |

### Teatro
| Año  | Obra                | Personaje | Director (a)          | Teatro             | Notas                                                                      |
| ---- | ------------------- | --------- | --------------------- | ------------------ | -------------------------------------------------------------------------- |
| 2002 | Angel City          | -         | Deborah Kennedy       | Old Fitz. Theatre  | junto a Tamara Cook & Marshall Napier                                      |
| 2000 | A Beautiful Life    | -         | Michael Futcher       | Peacock Theatre    | junto a Eugene Gilfedder, Caroline Kennison, Errol O'Neill & Doris Younane |
| 1998 | Boadicea            | -         | Annie Deller Peterson | Princess Theatre   | junto a Sandro Colarelli, Leah Cotterell, Danny Murphy & John Thompson     |
| 1998 | Speaking in Tongues | -         | Jackie McKimmie       | La Boite Theatre   | junto a Carita Farrer, Eugene Gilfedder & Ingrid Mason                     |
| 1997 | Fool For Love       | -         | James Kable           | Cement Box Theatre | junto a Dawn Albinger, Jon Halpin & Andrew McDonell                        |
| 1995 | The Tooth of Crime  | -         | James Kable           | -                  | junto a Maria Pasquarelli & Jamie Stewart                                  |
| 1995 | Holt                | -         | Tim Mansfield         | Princess Theatre   | junto a Scott Cooper, James Denton, Rina Irvine & Fleur McManamin          |

## Premios y nominaciones
| Año  | Categoría                                            | Premio    | Serie                       | Resultado |
| ---- | ---------------------------------------------------- | --------- | --------------------------- | --------- |
| 2010 | Best Guest or Supporting Actor in a Television Drama | AFI Award | Underbelly: The Golden Mile | Ganador   |